# Ronde van Duitsland 1960
De Internationale Afri-Cola Duitse Ronde (lokale naam: Internationale Afri-Cola Deutschland-Rundfahrt) was de 16e editie van de Ronde van Duitsland (door de jaren heen is de naam vaak veranderd). Titelverdediger was de Duitse Rudi Theissen. De Nederlander Ab Geldermans won deze editie. Het werd de eerste van drie Nederlandse eindzeges in de Ronde van Duitsland. In 1962 won Peter Post en in 1982 Theo de Rooij.

## Etappe-overzicht
| etappe | datum    | start        | finish       | afstand | winnaar            | klassementsleider  |
| ------ | -------- | ------------ | ------------ | ------- | ------------------ | ------------------ |
| 1      | 29 april | Keulen       | Münster      | 189 km  | Alessandro Fantini | Alessandro Fantini |
| 2      | 30 april | Münster      | Brackwede    | 217 km  | Ab Geldermans      | Ab Geldermans      |
| 3      | 1 mei    | Brackwede    | Gießen       | 293 km  | Pierre Everaert    | Ab Geldermans      |
| 4      | 2 mei    | Gießen       | Hanau        | 148 km  | Jef Planckaert     | Ab Geldermans      |
| 5      | 3 mei    | Hanau        | Ludwigshafen | 165 km  | Alessandro Fantini | Ab Geldermans      |
| 6      | 4 mei    | Ludwigshafen | Trier        | 223 km  | Fredy Rüegg        | Ab Geldermans      |
| 7      | 5 mei    | Trier        | Keulen       | 245 km  | Rudi Altig         | Ab Geldermans      |

## Eindklassement
|   | Renner              | Tijd        |
| - | ------------------- | ----------- |
| 1 | Ab Geldermans       | 40h 10' 08" |
| 2 | Jef Planckaert      | + 1' 50"    |
| 3 | Klaus Bugdahl       | + 2' 20"    |
| 4 | Rolf Wolfshohl      | + ?' ??"    |
| 5 | Anton van der Steen | + 3' 15"    |